# Campaña Global para la Acción Climática
La Campaña Global para la Acción Climática (en inglés: Global Campaign for Climate Action, GCCA) es una alianza global de organizaciones no gubernamentales, sindicatos y grupos religiosos que se creó para influir en las negociaciones de la Conferencia sobre cambio climático de las Naciones Unidas que tuvo lugar en Copenhague, Dinamarca, en diciembre de 2009. Su cara visible es la campaña "TckTckTck", que exigía un acuerdo "justo, ambicioso y legalmente vinculante".

## Organizaciones
Entre las más de 200 organizaciones que participan en la GCCA se encuentran Oxfam Internacional, Greenpeace, 350.org, Avaaz, Amnistía Internacional, Global Humanitarian Forum y Christian Aid.
Para el 18 de diciembre de 2009 quince millones de personas habían firmado la petición de TckTckTck para exigir un acuerdo justo, ambicioso y legalmente vinculante como "ciudadanos globales para la acción climática".

## Actividades de los partners
Organizaciones socias de la GCCA han estado organizando eventos enmarcados en la campaña tcktcktck alrededor de todo el mundo para enviar a los líderes mundiales el mensaje de que deben actuar y mostrar liderazgo en la cumbre del clima de Copenhague.